# Coupe d'Asie centrale des nations de football 2023
Navigation
2025
La Coupe d'Asie centrale des nations de football 2023 était la première édition de la Coupe d'Asie centrale des nations, le championnat international biennal de football masculin d'Asie centrale organisé par la Fédération de football d'Asie centrale (CAFA). L'événement s'est tenu au Kirghizistan et en Ouzbékistan du 10 au 20 juin.

## Contexte
L'édition inaugurale du tournoi masculin senior devait initialement se tenir à Tachkent en octobre 2018. Elle n'a cependant pas eu lieu. En mars 2023, il a été annoncé que l'édition inaugurale du tournoi masculin senior débuterait en juin 2023 à Tachkent et Bichkek pour les six associations membres, avec l'ajout de deux équipes invitées : la Russie et une équipe asiatique non confirmée. Cependant, le début de l'édition inaugurale du tournoi a de nouveau été remis en question après qu'il a été annoncé début avril 2023 que l'Iran, l'Ouzbékistan, la Russie et l'Irak participeraient plutôt à un tournoi à quatre nations en juin 2023.
Le 15 avril, il a été annoncé que la Russie était sur le point d'éviter le premier Coupe d'Asie centrale des nations, tandis que les organisateurs ont insisté sur le fait qu'ils étaient toujours en pourparlers avec eux au sujet de leur participation. Le 18 avril, il a été rapporté que l'Iran participerait au premier édition avec les associations membres du Tadjikistan, de l'Ouzbékistan, du Kirghizistan, du Turkménistan et de l'Afghanistan, ainsi que des invités invités, la Russie et un autre pays asiatique, le tournoi étant organisé à Tachkent et Bichkek en juin. Le 19 avril, il a été annoncé que la Russie s'était retirée du tournoi,. Le 24 avril, Oman aurait été une équipe invitée après que la Thaïlande aurait refusé une invitation,.

## Pays participants
| Équipe         | Appearance | FIFA ranking 6 April 2023 |
| -------------- | ---------- | ------------------------- |
| Afghanistan    | 1re        | 155                       |
| Iran           | 1re        | 20                        |
| Kirghizistan H | 1re        | 96                        |
| Oman (invité)  | 1re        | 73                        |
| Tadjikistan    | 1re        | 109                       |
| Turkménistan   | 1re        | 137                       |
| Ouzbékistan H  | 1re        | 74                        |

### Tirage au sort
Les 7 équipes suivantes ont été réparties sur la base de leur classement FIFA d'avril 2023.
| Chapeau 1                        | Chapeau 2                                 | Chapeau 3                                | Chapeau 4             |
| -------------------------------- | ----------------------------------------- | ---------------------------------------- | --------------------- |
| - Iran (20) - Ouzbékistan H (74) | - Kirghizistan H (96) - Tadjikistan (109) | - Turkménistan (137) - Afghanistan (155) | - Oman (73) (invitée) |

### Groupes
Le tirage au sort a eu lieu à Douchanbé le 26 avril 2023 à 14:00, heure du Tadjikistan (UTC+5). Le tirage au sort a donné les groupes suivants :
| Pos | Équipe       |
| --- | ------------ |
| A1  | Ouzbékistan  |
| A2  | Tadjikistan  |
| A3  | Turkménistan |
| A4  | Oman         |

| Pos | Équipe       |
| --- | ------------ |
| B1  | Kirghizistan |
| B2  | Iran         |
| B3  | Afghanistan  |

## Villes et stades
| Kirghizistan             | Kirghizistan       | Kirghizistan | Kirghizistan |
| ------------------------ | ------------------ | ------------ | --- |
| Bichkek                  | Bichkek            | Bichkek      | [[Fichier:Kyrgyzstan location map.svg\|400px\|{{#if:\|{{{alt}}}\|Coupe d'Asie centrale des nations de football 2023 est dans la page Kirghizistan.]]Bichkek |
| Spartak Stadium          |                    |              | [[Fichier:Kyrgyzstan location map.svg\|400px\|{{#if:\|{{{alt}}}\|Coupe d'Asie centrale des nations de football 2023 est dans la page Kirghizistan.]]Bichkek |
| Capacité : 23,000        |                    |              | [[Fichier:Kyrgyzstan location map.svg\|400px\|{{#if:\|{{{alt}}}\|Coupe d'Asie centrale des nations de football 2023 est dans la page Kirghizistan.]]Bichkek |
|                          |                    |              | [[Fichier:Kyrgyzstan location map.svg\|400px\|{{#if:\|{{{alt}}}\|Coupe d'Asie centrale des nations de football 2023 est dans la page Kirghizistan.]]Bichkek |
| Ouzbékistan              |                    |              | |
| Tachkent                 | Tachkent           | Tachkent     | [[Fichier:Uzbekistan location map.svg\|400px\|{{#if:\|{{{alt}}}\|Coupe d'Asie centrale des nations de football 2023 est dans la page Ouzbékistan.]]Tachkent |
| Stade Pakhtakor Markaziy | Stade de Bunyodkor |              | [[Fichier:Uzbekistan location map.svg\|400px\|{{#if:\|{{{alt}}}\|Coupe d'Asie centrale des nations de football 2023 est dans la page Ouzbékistan.]]Tachkent |
| Capacité : 35,000        | Capacité : 34,000  |              | [[Fichier:Uzbekistan location map.svg\|400px\|{{#if:\|{{{alt}}}\|Coupe d'Asie centrale des nations de football 2023 est dans la page Ouzbékistan.]]Tachkent |
|                          |                    |              | [[Fichier:Uzbekistan location map.svg\|400px\|{{#if:\|{{{alt}}}\|Coupe d'Asie centrale des nations de football 2023 est dans la page Ouzbékistan.]]Tachkent |

## Arbitres
| Arbitres - Hassan Akrami - Nurzatbek Abdikadirov - Dayirbek Abdilaev - Kirill Levnikov - Sadullo Gulmurodi - Çarymyrat Kurbanow - Akhrol Riskullaev | Arbitres assistants - Mohd Sharif Sarwari - Mohammadreza Mansouri - Hassan Zeheyri - Sergey Grischenko - Eldiyar Saribaev - Yegor Bolkhovitin - Andrey Vereteshkin - Khusravi Siddikzod - Ahmed Begnazarov - Sanjar Shayusupov - Asker Nadjafaliyev |

## Déroulement de la phase finale
Toutes les heures sont locales, heure de l’Ouzbékistan (UTC+5) et heure du Kirghizistan (UTC+6).

### Phase de groupes

#### Groupe A
| Rang | Équipe        | Pts | J | G | N | P | Bp | Bc | Diff |
| ---- | ------------- | --- | - | - | - | - | -- | -- | ---- |
| 1    | Ouzbékistan H | 9   | 3 | 3 | 0 | 0 | 10 | 1  | +9   |
| 2    | Oman          | 4   | 3 | 1 | 1 | 1 | 3  | 4  | -1   |
| 3    | Tadjikistan   | 2   | 3 | 0 | 2 | 1 | 3  | 7  | -4   |
| 4    | Turkménistan  | 1   | 3 | 0 | 1 | 2 | 1  | 5  | -4   |

     Passer au finale;      Passer Passer au match pour la troisième place;
Pts = points; J = joués; G = gagnés; N = nuls; P = perdus; Bp = buts pour; Bc = buts contre; Diff = différence de buts
| 11 juin 2023 | Tadjikistan     | 1–1 | Turkménistan | Stade Pakhtakor Markaziy, Tachkent         |                                            |
| 18:30        | Khamrokulov 86e |     | Annaýew 57e  | Spectateurs : 97 Arbitrage : Hassan Akrami | Spectateurs : 97 Arbitrage : Hassan Akrami |
| 18:30        | Rapport         |     |              | Spectateurs : 97 Arbitrage : Hassan Akrami | Spectateurs : 97 Arbitrage : Hassan Akrami |

| 11 juin 2023 | Ouzbékistan                      | 3–0 | Oman | Stade de Bunyodkor, Tachkent                       |                                                    |
| 20:30        | Masharipov 7e 24e · Alijonov 89e |     |      | Spectateurs : 12,912 Arbitrage : Dayirbek Abdilaev | Spectateurs : 12,912 Arbitrage : Dayirbek Abdilaev |
| 20:30        | Rapport                          |     |      | Spectateurs : 12,912 Arbitrage : Dayirbek Abdilaev | Spectateurs : 12,912 Arbitrage : Dayirbek Abdilaev |

| 14 juin 2023 | Oman                  | 1–1 | Tadjikistan  | Stade Pakhtakor Markaziy, Tachkent            |                                               |
| 18:30        | Al-Yahyaei 14e (pen.) |     | Khanonov 45e | Spectateurs : 110 Arbitrage : Kirill Levnikov | Spectateurs : 110 Arbitrage : Kirill Levnikov |
| 18:30        | Rapport               |     |              | Spectateurs : 110 Arbitrage : Kirill Levnikov | Spectateurs : 110 Arbitrage : Kirill Levnikov |

| 14 juin 2023 | Ouzbékistan        | 2–0 | Turkménistan | Stade de Bunyodkor, Tachkent                           |                                                        |
| 20:30        | Shomurodov 51e 85e |     |              | Spectateurs : 14,410 Arbitrage : Nurzatbek Abdikadirov | Spectateurs : 14,410 Arbitrage : Nurzatbek Abdikadirov |
| 20:30        | Rapport            |     |              | Spectateurs : 14,410 Arbitrage : Nurzatbek Abdikadirov | Spectateurs : 14,410 Arbitrage : Nurzatbek Abdikadirov |

| 17 juin 2023 | Turkménistan | 0–2 | Oman                      | Stade Pakhtakor Markaziy, Tachkent              |                                                 |
| 18:30        |              |     | Mushaifri 42e · Sabhi 76e | Spectateurs : 126 Arbitrage : Dayirbek Abdilaev | Spectateurs : 126 Arbitrage : Dayirbek Abdilaev |
| 18:30        | Rapport      |     |                           | Spectateurs : 126 Arbitrage : Dayirbek Abdilaev | Spectateurs : 126 Arbitrage : Dayirbek Abdilaev |

| 17 juin 2023 | Ouzbékistan                                                                                  | 5–1 | Tadjikistan   | Stade de Bunyodkor, Tachkent                  |                                               |
| 20:30        | Yakhshiboev 53e · Shomurodov 56e (pen.) · Fayzullaev 72e · Erkinov 83e · Urunov 90+6e (pen.) |     | Umarbayev 14e | Spectateurs : 9,099 Arbitrage : Hassan Akrami | Spectateurs : 9,099 Arbitrage : Hassan Akrami |
| 20:30        | Rapport                                                                                      |     |               | Spectateurs : 9,099 Arbitrage : Hassan Akrami | Spectateurs : 9,099 Arbitrage : Hassan Akrami |

#### Groupe B
| Rang | Équipe         | Pts | J | G | N | P | Bp | Bc | Diff |
| ---- | -------------- | --- | - | - | - | - | -- | -- | ---- |
| 1    | Iran           | 6   | 2 | 2 | 0 | 0 | 11 | 2  | +9   |
| 2    | Kirghizistan H | 3   | 2 | 1 | 0 | 1 | 4  | 5  | -1   |
| 3    | Afghanistan    | 0   | 2 | 0 | 0 | 2 | 1  | 9  | -8   |

     Passer au finale;      Passer Passer au match pour la troisième place;
Pts = points; J = joués; G = gagnés; N = nuls; P = perdus; Bp = buts pour; Bc = buts contre; Diff = différence de buts
| 10 juin 2023 | Kirghizistan     | 1–0 3–0 Forfait | Afghanistan | Spartak Stadium, Bichkek                            |                                                     |
| 21:00        | Batyrkanov 90+7e |                 |             | Spectateurs : 8,876 Arbitrage : Charymurad Kurbanov | Spectateurs : 8,876 Arbitrage : Charymurad Kurbanov |
| 21:00        | Rapport          |                 |             | Spectateurs : 8,876 Arbitrage : Charymurad Kurbanov | Spectateurs : 8,876 Arbitrage : Charymurad Kurbanov |

Le match a été abandonné à la 97e minute, le Kirghizistan menant 1–0 après que l'Afghanistan se soit retiré et ait refusé de continuer. Le match a été attribué 3-0 au Kirghizistan.
| 13 juin 2023 | Iran                                                          | 6–1 | Afghanistan | Spartak Stadium, Bichkek                       |                                                |
| 21:00        | Azmoun 20e · Taremi 21e 28e 51e · Jahanbakhsh 45e · Asadi 67e |     | Noor 57e    | Spectateurs : 33 Arbitrage : Sadullo Gulmurodi | Spectateurs : 33 Arbitrage : Sadullo Gulmurodi |
| 21:00        | Rapport                                                       |     |             | Spectateurs : 33 Arbitrage : Sadullo Gulmurodi | Spectateurs : 33 Arbitrage : Sadullo Gulmurodi |

| 16 juin 2023 | Kirghizistan | 1–5 | Iran                                       | Spartak Stadium, Bichkek                          |                                                   |
| 21:00        | Murzaev 52e  |     | Taremi 34e 39e (pen.) 56e · Azmoun 66e 79e | Spectateurs : 9,927 Arbitrage : Akhrol Riskullaev | Spectateurs : 9,927 Arbitrage : Akhrol Riskullaev |
| 21:00        | Rapport      |     |                                            | Spectateurs : 9,927 Arbitrage : Akhrol Riskullaev | Spectateurs : 9,927 Arbitrage : Akhrol Riskullaev |

### Phase à élimination directe

#### Match pour la troisième place
| 20 juin 2023 | Kirghizistan | 0–1 | Oman       | Stade Pakhtakor Markaziy, Tachkent              |                                                 |
| 18:30        |              |     | Arshad 71e | Spectateurs : 186 Arbitrage : Akhrol Riskullaev | Spectateurs : 186 Arbitrage : Akhrol Riskullaev |
| 18:30        | Rapport      |     |            | Spectateurs : 186 Arbitrage : Akhrol Riskullaev | Spectateurs : 186 Arbitrage : Akhrol Riskullaev |

#### Finale
| 20 juin 2023 | Ouzbékistan | 0–1 | Iran       | Stade de Bunyodkor, Tachkent                     |                                                  |
| 20:30        |             |     | Azmoun 48e | Spectateurs : 34,000 Arbitrage : Kirill Levnikov | Spectateurs : 34,000 Arbitrage : Kirill Levnikov |
| 20:30        | Rapport     |     |            | Spectateurs : 34,000 Arbitrage : Kirill Levnikov | Spectateurs : 34,000 Arbitrage : Kirill Levnikov |

## Buteurs
6 buts
- Mehdi Taremi

4 buts
- Sardar Azmoun

3 buts
- Eldor Shomurodov

2 buts
- Jaloliddin Masharipov

1 but
- Farshad Noor
- Reza Asadi
- Alireza Jahanbakhsh
- Ernist Batyrkanov
- Mirlan Murzaev
- Arshad Al-Alawi
- Mahmood Al-Mushaifri
- Issam Al-Sabhi
- Salaah Al-Yahyaei
- Nuriddin Khamrokulov
- Vakhdat Khanonov
- Parvizdzhon Umarbayev
- Myrat Annaýew
- Khojiakbar Alijonov
- Khojimat Erkinov
- Abbosbek Fayzullaev
- Oston Urunov
- Jasurbek Yakhshiboev

## Récompenses

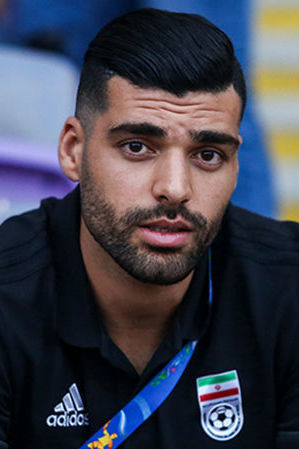
Mehdi Taremi a terminé le tournoi meilleur buteur et a été désigné meilleur joueur.

Les récompenses suivantes ont été remises à la fin du tournoi :
- Meilleur joueur :  Mehdi Taremi
- Meilleur buteur :  Mehdi Taremi
- Meilleur gardien de but :  Ibrahim Al-Mukhaini
- Prix du fair-play :  Ouzbékistan

## Aspects socio-économiques

### Droits de diffusion
Les chaînes suivantes ont obtenu les droits de diffusion pour diffuser le tournoi :
| Pays         | Chaine          |
| ------------ | --------------- |
| Ouzbékistan  | UzNTRC Sport    |
| Kirghizistan | Kyrgyz Sport TV |
| Tadjikistan  | TV Futbol       |
| Iran         | IRIB TV3        |

### Sponsors
- 1xBet[12]